# Іван Боднар
Іван Боднар (4 липня 1877, Грушово або Грушов Требішовського повіту — 1967) — чехословацький політичний діяч українського походження та сенатор Національних зборів Чехословаччини від Комуністичної партії Чехословаччини, згодом некласичний сенатор.

## Життєпис
За фахом був хліборобом у Грушові. Був старостою села і нотаріусом.
Він був членом Комуністичної партії Чехії з 1921 року, до того був соціал-демократом. Після додаткових парламентських виборів на Підкарпатській Русі в 1924 р. отримав місце сенатора в Народних зборах. Захищав мандат на парламентських виборах 1925. 24 грудня 1928 р. його виключили з сенаторського клубу КПЧС, а потім і з партії. Решту виборчого періоду до 1929 року він сидів у парламенті як незалежний член парламенту.

### Зовнішні посилання
- Іван Боднар у Національних зборах у 1924 році